# 渚より愛をこめて
『渚より愛をこめて』（なぎさ-あい-）は、東海テレビ制作・フジテレビ系列で、1976年8月23日～10月8日に放送された昼ドラマである。

## 概要
旅先でとある男性と知り合った人妻が男性と関係を持ち、そのことから事件に巻き込まれていく、という内容。いわゆる不倫を描いた作品である。さらに、主人公はこの男性と駆け落ち（逃避行）の果てに入水自殺をしてしまう、という結末であった。また、この時代の昼ドラに共通するものであるが、ヌードやラブシーンも描かれている。

## ストーリー
明子（桜田千枝子）は、商店街の福引で特賞のハワイ旅行が当たる。ペア旅行であったが、夫（中丸忠雄）は仕事で都合がつかず女友達と行くことにする。だが、友人（夏海千佳子）はここぞとばかりアバンチュールにいとしむ始末。仕方なく明子は一人でカメラを手に歩き回る羽目になる。だが、何気なく撮った写真に写りこんだ男性（土屋嘉男）にカメラを取り上げられ、フィルムを抜き取られてしまう。憤慨した明子は、街中で迷ってしまうが、再び出会ったその男性・木村修二から謝られた上にハワイを案内してくれることになる。謎の多い修二に心惹かれた明子は、ついに帰国前夜に男女の関係を持ってしまうのだった。二度と会うこともないと割り切ろうとする明子だったが、一時帰国した修二と偶然の再会をしたことから熱い思いが湧き上がってくるのだった。明子の弟で新聞記者の司郎（山口雅樹）の情報から修司は、会社の不祥事を背負っていて海外逃亡の身であることがわかる。ハワイに再び戻った修二だったが、明子も騒動に巻き込まれていく身になり、夫たちに内緒で今度は自費でハワイに飛び立つのだった。修司の胸元で幸福感いっぱいの明子だったが、乗るはずだった飛行機が遭難事故を起こし、行方不明者として報道されて日本に帰るにも帰れなくなるのだった。しかし、会社と対決することを決意した修司とともに帰国した明子は、いったんは家庭に戻るのだったが、修司と離れがたくついには家庭を捨てるのだった。

## キャスト
- 西川明子：桜田千枝子
- 木村修二：土屋嘉男
- 西川俊雄：中丸忠雄

明子の夫。
- 西川俊一神谷政浩

明子の息子。
- 司郎:山口雅樹

明子の弟。
- とき：初井言榮

明子の母。
- 岡田：守田比呂也

修二の部下。
- ナレーター：荒木道子

## その他
この作品は、1969年のどっこいショ以来続いてきたフィルム製作によるドラマとしては最後の作品となる。また、製作に日本現代企画が関わっていることから、円谷プロ作品に関わりのある人物が出演している。

## スタッフ
- 監督：松生秀二、石田勝心、岡屋龍一
- 脚本：田代淳二、下飯坂菊馬
- 音楽：たかしまあきひこ
- 制作：東海テレビ、日本現代企画